# Ischaemum roseotomentosum
Ischaemum roseotomentosum är en gräsart som beskrevs av James Bird Phipps. Ischaemum roseotomentosum ingår i släktet Ischaemum och familjen gräs. Inga underarter finns listade i Catalogue of Life.